# Leo Felipe

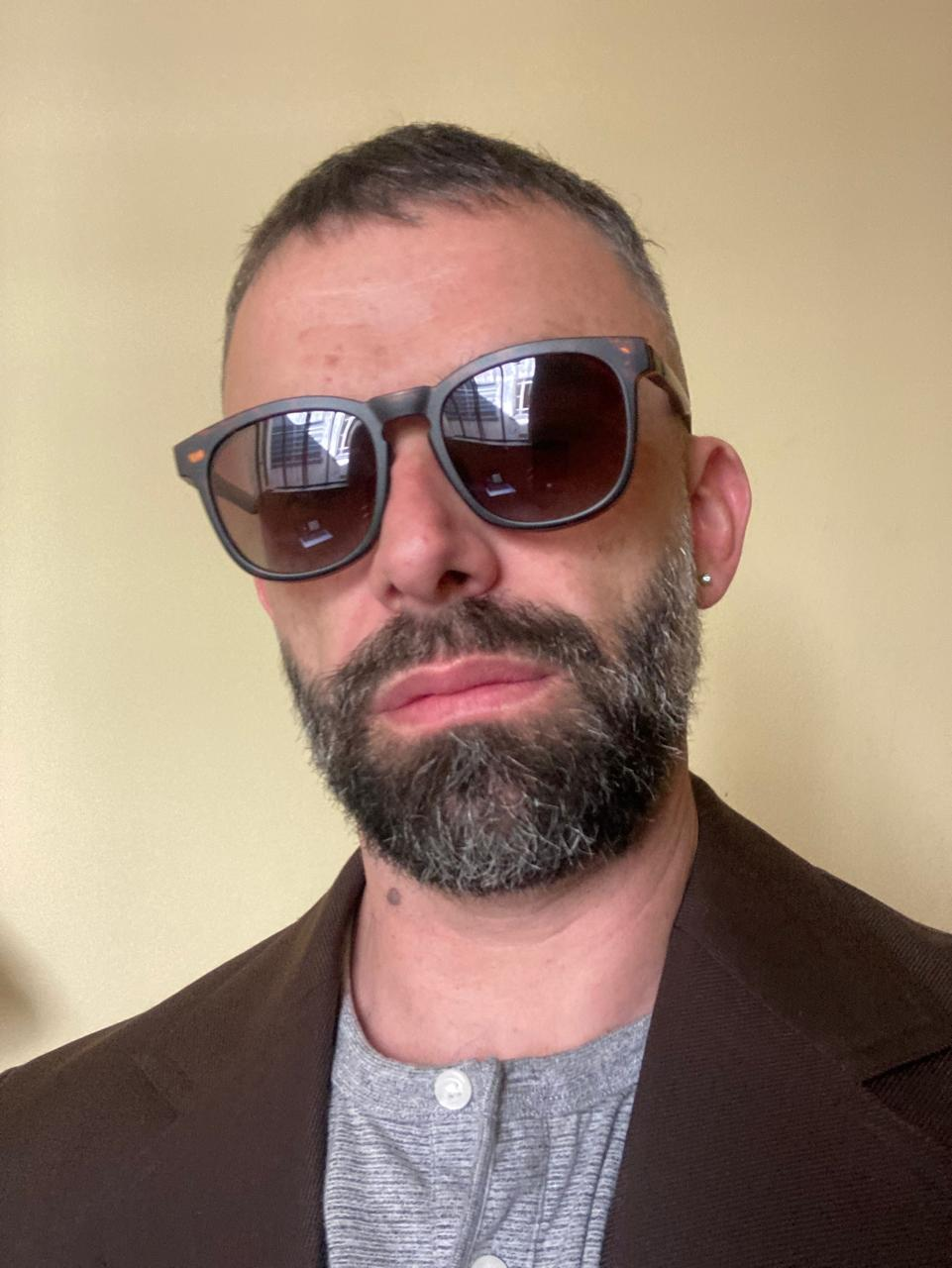
Leo Felipe

Leonardo Felipe, mais conhecido como Leo Felipe (Porto Alegre, 27 de agosto de 1973), é um escritor brasileiro. É o autor da novela de não-ficção A história universal do after (2019) que, através de diferentes formas textuais em primeira pessoa, documenta a experiência junto a coletivos político-identitários promovendo festas de música eletrônica no Brasil dos anos 2010. Atuou também como jornalista, músico, DJ e curador de arte.  
Ganhou notoriedade inicialmente como empresário da noite em Porto Alegre, tendo sido um dos fundadores do bar Garagem Hermética, reduto da contracultura porto-alegrense nos anos 1990. Em 2014, lançou A fantástica fábrica, um relato em tons ficcionais sobre a alucinada história do bar.
O interesse pela contracultura se expressou também no ambiente acadêmico. Em 2013 obteve o Mestrado em História, Teoria e Crítica de Arte pela Universidade Federal do Rio Grande do Sul com a dissertação Rock My Art, ou O Novo Esteticismo de "Por que Choras?", ou O dia em que Edu K entrou para a História da Arte, que analisa a performance Por que Choras?, realizada por Telmo Lanes e Rogério Nazari, em 1985, com trilha sonora executada ao vivo pela banda DeFalla. O estudo aponta "momentos do século XX em que o campo das artes visuais foi cruzado com o da cultura popular massiva representada pelo rock" e propõe questionamentos "acerca do fazer da própria História da Arte". Sua pesquisa o levou a eventos acadêmicos internacionais, como KISMIF Conference (Universidade do Porto, Portugal, 2018); Tropical Underground Revolutions of Anthropology and Cinema (Deutsches Filmmuseum, Frankfurt, Alemanha, 2018); II Historical Fictions Research Network Conference (National Maritime Museum, Londres, Reino Unido, 2017); Artists’ Publications: Revision of Multiples and Conceptual Photography c. 1970 (Nova York, EUA, 2016); 18 Conference of the Austrian Society of Art Historians: Newest Art History (Universidade de Viena, Áustria, 2015). 
Foi diretor e apresentador por muitos anos de um popular programa musical na TV Educativa de Porto Alegre, entre diversos outros projetos.

## Garagem Hermética
Iniciou a vida do trabalho com cerca de 15 anos como bancário, mas desde jovem gostava de arte, rock e literatura underground. Logo o ambiente formal do escritório o deixou insatisfeito. Com 19 anos conheceu Ricardo Kudla, e com ele fundou, em 1992, o bar Garagem Hermética, instalado em um casarão antigo e decadente da rua Barros Cassal, quase na esquina com a avenida Independência. A princípio o bar apareceu como uma simples forma de extravasar as pressões que sentiam vir da cultura mainstream, onde pudessem, reunindo amigos de ideias semelhantes, tocar as músicas de que gostavam com as bandas alternativas que integravam.
A despeito desta origem despretensiosa, pela postura libertária e valorização dos artistas locais, o Garagem Hermética desempenhou um papel vital para o desenvolvimento do rock independente e autoral sulino na última década do século XX, tornando-se um centro de revelação de novos talentos e uma espécie de refúgio da contracultura de Porto Alegre, criando um rico folclore em seu redor. Fernando Rosa, editor da revista Senhor F, disse que o bar foi "uma das lendas urbanas do rock porto-alegrense e, mesmo, do rock nacional". Segundo Daniel Feix, em matéria para a Zero Hora, "as memórias do 'Velho Garagem' envolvem sexo, drogas e bebedeiras vivenciadas por pelo menos duas gerações de jovens cheios daquela energia que [Leo] sintetiza simplesmente como 'roquenrol'. [...] Artistas, cineastas, músicos, estudantes e quem mais tivesse um dedinho do pé no underground, na Porto Alegre da década de 1990, tem alguma história envolvendo o casarão da Barros Cassal". Para o escritor Daniel Galera, o bar era...
"[...] uma sala de estar que nos recebia noite adentro e madrugada afora. [...] Uma espécie de casa para onde se ia não apenas na esperança de viver experiências limítrofes, terminar a noite 'indo pra casa' de alguém, injetar rock e super-8 no pescoço e extravasar nossa alegria e desespero, mas para simplesmente estar. Era barato, era imprevisível e nos fazia sentir, mesmo nas noites mais geladas e fracassadas, que a vida estava acontecendo e que valia a pena. [...] A gente lotava aquela joça, bebia pra caralho e amava aquele lugar. Ficamos tristes, muito tristes, quando acabou. [...] Eis algo que aconteceu. Foi bem assim. Um bar inventado por dois malucos que eram 'punks e não sabiam' para ser 'o nosso próprio bar na falta de outro melhor' e que se tornou o melhor bar que muita gente já viu. Uma história que marcou centenas de vidas, algumas gerações e uma cidade que nunca tinha visto um lugar parecido e continua órfã dele".
Em seu apogeu ali surgiriam ou fariam importantes shows bandas que se destacaram na cena sulina, como Cachorro Grande, Júpiter Maçã, Graforréia Xilarmônica, Ultramen e Space Rave, e foram lançados a fita demo da Aristóteles de Ananias Jr., e o disco A Sétima Efervescência, de Júpiter Maçã, um dos mais emblemáticos álbuns do rock gaúcho e incluído na lista dos 100 melhores discos da música brasileira da revista Rolling Stone, que segundo o autor foi concebido exatamente em função do bar: "Eu estava muito entusiasmado e contagiado pelo clima do early Garagem Hermética e pelas garotas, pela simpatia dos rapazes. Acabei me tornando uma espécie de ícone pra aquela turma. Posso dizer que praticamente fiz o disco para aquela turma".
Além de promover a música alheia, Leo Felipe envolveu-se diretamente na criação musical como vocalista de bandas como os Minimaus. Ele e Ricardo Kudla comandaram o bar até 2000, quando o venderam. Foi então reformado, e permaneceu em atividade até 2013, mas nesta segunda etapa ele já havia perdido boa parte do seu antigo apelo.

## Jornalismo, festa e arte
Pouco antes de vender o bar, ingressou no curso de Jornalismo na UFRGS, graduando-se em 2003, e desde então tem escrito sobre música, arte, cinema, festa e outros temas. Por muitos anos foi DJ e produtor de festas, dentre elas, a Pulp, realizada no Bar Ocidente, espaço tradicional da noite porto-alegrense. Por quase uma década apresentou o programa Radar da TVE do Rio Grande do Sul, tendo dirigindo-o por por oito anos. Transmitido ao vivo de segunda à sexta, o programa dava espaço na televisão pública para a produção emergente e alternativa da cena cultural gaúcha. Entre 2006 e 2009 foi curador do projeto República do Rock promovido pela Coordenação de Música da Secretaria Municipal de Cultura.
Ao deixar a TVE em 2011, foi convidado pela Fundação Ecarta para assumir a gerência e a curadoria da sua galeria de arte, imediatamente expandindo suas atividades e projetando o nome do espaço, que, em 2012, recebeu o Prêmio Açorianos na categoria Destaque Espaço Institucional de Divulgação Cultural. Na Ecarta, realizou inúmeras exposições de arte, com destaque para Um firme e vibrante NÃO, co-curada com Jorge Bucksdricker (2014-2015), eleita melhor Mostra Coletiva no Prêmio Açorianos de 2014; X (2015); The dance party, co-curada com Gabriel Cevallos (2016), e Os teóricos artrópodes: metodologias e práticas de pesquisa em campo avançado (ou Uma noite na Ilha dos Museus) (2016), projeto colaborativo com participação de, dentre outros, Chico Machado, Alexandre Navarro Moreira e Giancarlo Lorenci, vencedor na categoria Performance do 10º Prêmio Açorianos de Artes Visuais. Por sua atuação frente à Galeria Ecarta foi agraciado com o prêmio Reconhecimento no 11º Açorianos de Artes Visuais.
Integrou em 2011 o conselho curatorial da Casa M, projeto da 8ª Bienal do Mercosul; fez parte da comissão de seleção do Prêmio IEAVI, mantido pelo Instituto Estadual de Artes Visuais, a convite do qual também realizou o projeto de perfomance e instalação colaborativo de Alexandre Navarro Moreira AUTACOM, em duas ocasiões: no Espaço Maurício Rosenblat, da Casa de Cultura Mario Quintana, em 2013, e durante a Semana da Cultura SUL/SUR, no Espacio de Arte Contemporaneo, em Montevidéu, Uruguai, em 2014. Foi diretor da rádio Mínima FM, onde apresentou o programa Elefante, voltado a música e entrevistas. No mesmo período, ministrou palestras, participou de congressos e seminários, realizou curadorias de arte, entre outros projetos.
Mudou-se para São Paulo em 2018. Trabalhou como curador do Pivô, entre 2019 e 2021. Ministrou o curso O que foi a Contracultura? Ainda é? E como será? no Centro de Pesquisa e Formação do Sesc, em 2019, propondo um exame sobre o contexto histórico da contracultura e considerando suas reverberações na contemporaneidade. No ano seguinte, promoveu a oficina O método cut-up, no museu Casa Guilherme de Almeida. Foi diretor artístico e curador da Sé Galeria entre 2021 e 2023, tendo curado, dentre outras, as coletivas Papel aceita tudo e Baobá no asfalto. Curou exposições no espaço independente Delirium 2000, dentre elas, a individual GOOD, de Gustavo Torres, em 2022. Atualmente, é coordenador de Comunicação na galeria Luisa Strina.

## Literatura
Publica de forma independente desde 2004. Em 2014 lançou A fantástica fábrica, que narra sem rodeios a fervilhante trajetória do Garagem Hermética. O livro é produto de dez anos de trabalho. Partes de seu material foram sendo publicadas em seu blog e outros veículos à medida que iam sendo redigidas. A partir da boa repercussão, o autor lançou o livro, que recebeu ampla divulgação e muitas críticas positivas. As psicodélicas ilustrações da obra são de Diego Medina, ex-líder da banda Video Hits. Segundo o autor, "quando pensei na transição do blog para o livro, vi que não podia me autocensurar. Apesar de ter coisas muito fortes, alterei o mínimo possível". Para André Araújo, em resenha para a revista Noize: 
"O livro de Leo Felipe vem de certa forma preencher um vácuo na história da cultura pop porto-alegrense. Enquanto o pessoal da Oswaldo Ver nota  recebeu, com méritos, extensa reflexão e registro, a geração dos anos 90 parece que nunca recebeu a atenção necessária em relação aos seus mitos de origem. [...] Interessante na verdade é que Leo Felipe não assume aqui ares de historiador ou jornalista-testemunha do berço de uma cena cultural tão rica como a do Garagem. O livro de Leo Felipe é um legítimo memoir, que conta muito mais a sua história pessoal do que a distanciada de um bar. Sorte que ambas coexistem e se confundem fortemente. [...] Mas não se enganem: poderia ser um saco ficar lendo sobre a ascensão e decadência de um jovem nos seus vinte e poucos anos, seja ela física, moral ou financeira. No caso de A Fantástica Fábrica é sensacional. Muito pela tradução perfeita que Leo Felipe consegue fazer do ethos noventista".
Do encontro com os coletivos que sugiram promovendo festas na década de 2010, como Arruaça (Porto Alegre), Mamba Negra (São Paulo) e 1010 (Belo Horizonte), nasceu A história universal do after, lançado pela editora nunc, em 2019. O livro ganhou repercussão internacional após ter sido traduzido para o espanhol e lançado em 2022 pela editora argentina Caja Negra. Um de seus capítulos foi publicado em inglês na edição #132 Black Rave do e-flux journal, editada por Mackenzie Wark e madison moore. Em 2023, publicou a sex shop de drugs & food, uma novela experimental escrita usando a técnica de corte, método amplamente utilizado por autores como William S. Burroughs e Kathy Acker. Um dos textos epistolares escritos por Felipe a partir da experiência com os coletivos acompanhou as imagens do fotolivro Vidacobra, de Ivi Maiga Bugrimenko, que registra a vida noturna paulistana entre 2017 e 2024. Ambas publicações foram lançadas pela editora independente Quadradocirculo. 